# Ägyptische Wanderheuschrecke

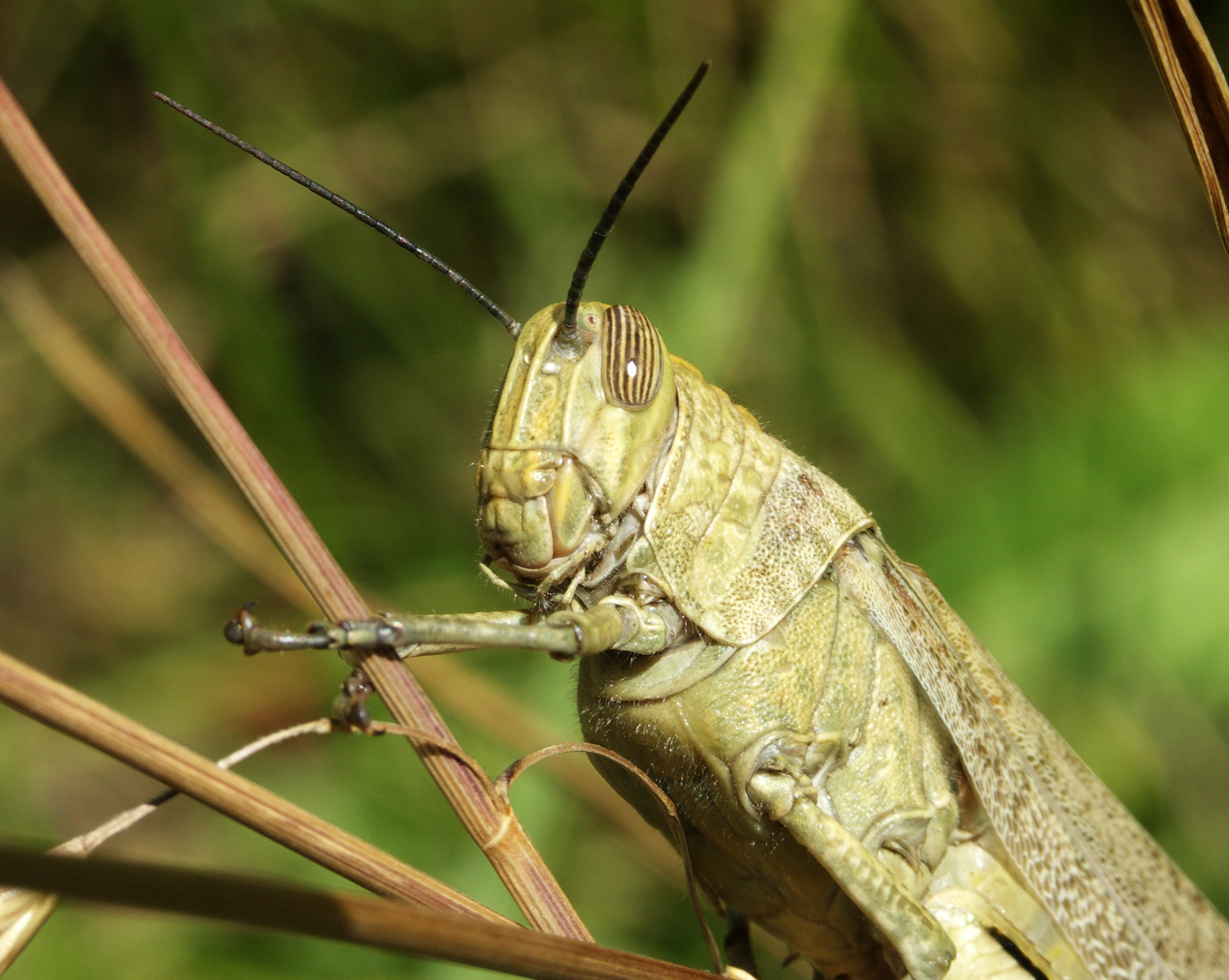
Porträt einer Ägyptischen Wanderheuschrecke

Die Ägyptische Wanderheuschrecke (Anacridium aegyptium) ist eine Kurzfühlerschrecke aus der Familie der Feldheuschrecken (Acrididae).

## Merkmale

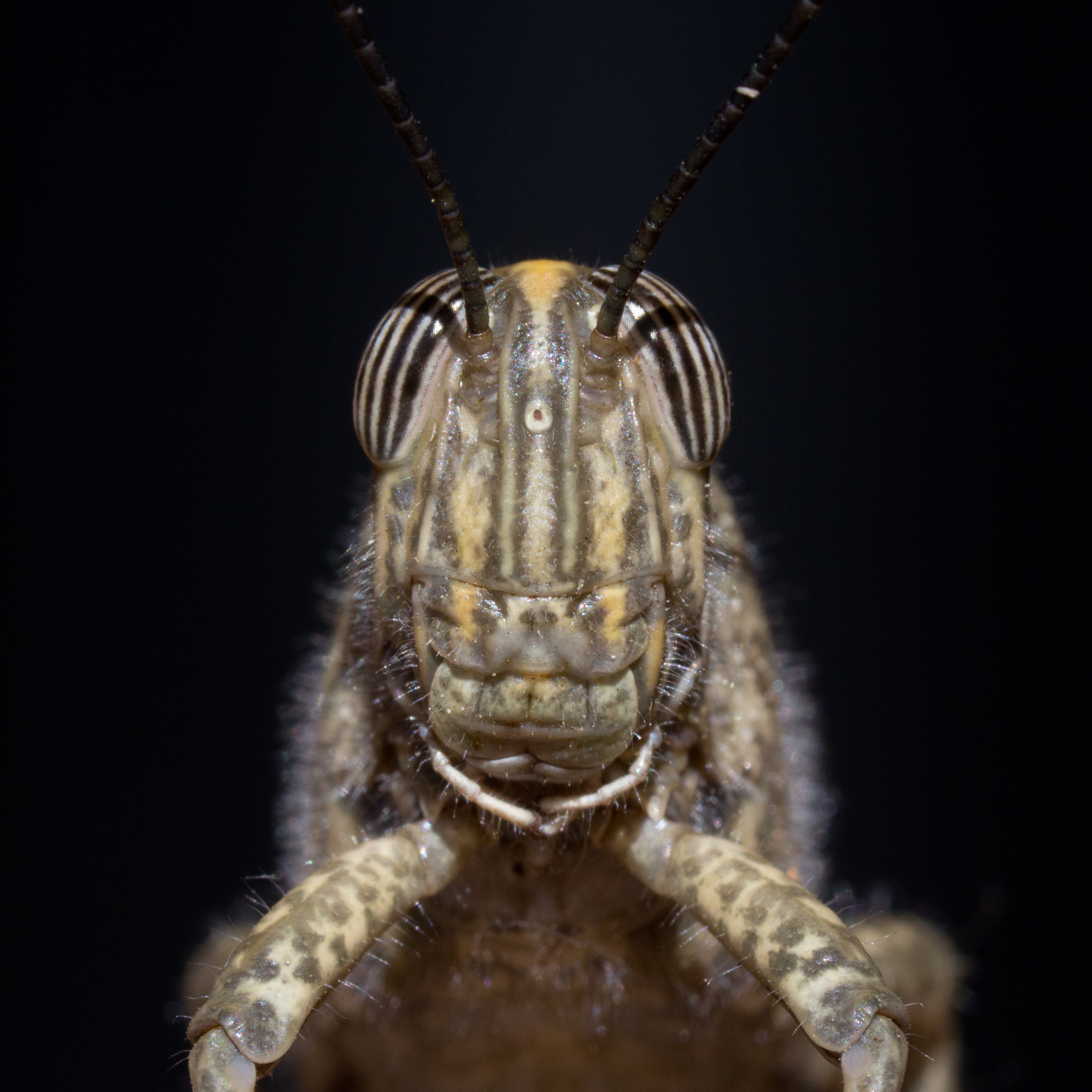
Nahaufnahme

Die männlichen Heuschrecken werden 30 bis 56, die weiblichen 46 bis 70 Millimeter lang.
Sie haben eine gelbbraune bis graubraune Grundfärbung, mit einer feinen dunklen Maserung.
Auf der Oberseite des Halsschildes tragen sie längs eine deutliche, gelb bis orange gefärbte Kante mit drei Querfurchen.
Die Tibien der Hinterbeine sind bläulich, die Schenkel (Femora) der Hinterbeine sind auf der Unterseite orange.
Auf den Hinterflügeln tragen sie eine dunkle, bogenförmige Binde.
Ihre Flügel sind voll entwickelt und etwa körperlang.
Sie haben auffällige, schwarz und gelb längsgestreifte Facettenaugen.

## Vorkommen
Die Tiere kommen im gesamten Mittelmeergebiet vor und leben in locker bewachsenen Gebieten mit nur vereinzeltem Baumbewuchs.
Manchmal werden Tiere mit Gemüseimporten in Mitteleuropa eingeschleppt.

## Lebensweise
Die ausgewachsenen Tiere sind von September bis Mai zu finden, die Larven entwickeln sich im Sommer.
Die Wanderheuschrecken können sehr gut fliegen und werden wegen ihrer Größe gelegentlich mit kleinen Vögeln verwechselt.
Sie sind sehr flink und daher schwer zu fangen.